# Francisco I. Madero, Salto de Agua
Francisco I. Madero är en ort i Mexiko.   Den ligger i kommunen Salto de Agua och delstaten Chiapas, i den sydöstra delen av landet, 800 km öster om huvudstaden Mexico City. Francisco I. Madero ligger 72 meter över havet och antalet invånare är 788.
Terrängen runt Francisco I. Madero är varierad. Runt Francisco I. Madero är det ganska glesbefolkat, med 38 invånare per kvadratkilometer. Närmaste större samhälle är Palenque, 17,7 km norr om Francisco I. Madero. Trakten runt Francisco I. Madero består till största delen av jordbruksmark.